# Ronald Lacey
Ronald Lacey (ur. 28 września 1935 w Londynie, zm. 15 maja 1991 tamże) – brytyjski aktor filmowy, telewizyjny i teatralny.

## Życiorys
Po krótkiej służbie wojskowej wstąpił do Londyńskiej Akademii Muzyki i Sztuki Dramatycznej. W latach 60. i 70. XX wieku występował głównie w serialach i produkcjach telewizyjnych. Potem rozważał wstąpienie do biura talentów, do czasu, aż Steven Spielberg zaproponował mu rolę A. Tohta w Poszukiwaczach Zaginionej Arki. Po 1981 przez następne 6 lat grał głównie czarne charaktery.
Cierpiał na kolostomię, w wyniku której zmarł na niewydolność wątroby.
Aktor był dwukrotnie żonaty. Z pierwszą żoną, aktorką Melą White, miał dwoje dzieci: córkę i syna. Po rozwodzie ożenił się w 1972 r. z Joanną Baker (zm. 1989), z którą miał jednego syna.

## Filmografia
- The Boys (1962) – Billy Herne
- W niewoli uczuć (1964) – Mathews
- Jak wygrałem wojnę (1967) – Spool
- Otley (1968) – Curtis
- Take a Girl Like You (1970) – Graham
- Disciple of Death (1972) – Parson
- Gawain and the Green Knight (1973) – Oswald
- The Old Curiosity Shop (1975) – Harris
- The Likely Lads (1976) – Ernie
- Charleston (1977) – Frankie
- Zulu Dawn (1979) – Norris Newman
- Niżyński (1980) – Léon Bakst
- Poszukiwacze zaginionej Arki (1981) – mjr Toht
- Sahara (1983) – Beg
- Invitation to the Wedding (1985) – Clara Eatwell, Charles Eatwell
- Czerwona Sonja (1985) – Ikol
- Ciało i krew (1985) – kardynał
- Stalingrad (1989) – Churchill
- Indiana Jones i ostatnia krucjata (1989) – Heinrich Himmler (niewymieniony w czołówce)